# Weronika Trojniar-Tokarska
Weronika Trojniar-Tokarska (ur. 1947, zm. 13 sierpnia 2008) – polska fizjolog, dr hab. nauk rolniczych, prof.

## Życiorys
Obroniła pracę doktorską, w 1991 habilitowała się na podstawie pracy zatytułowanej Analiza podłoża morfologicznego wybranych zaburzeń zespołu bocznego podwzgórza. 6 kwietnia 2001 nadano jej tytuł profesora w zakresie nauk biologicznych. Pracowała w Instytucie Biologii na Wydziale Biologii, Geografii i Oceanologii Uniwersytetu Gdańskiego oraz na Wydziale Zamiejscowym w Sopocie Szkole Wyższej Psychologii Społecznej w Warszawie.
Zmarła po długiej i ciężkiej chorobie 13 sierpnia 2008. Do ostatnich dni kierowała pracą Katedry.